# Mikros
Mikros est une série de comics française créée par Jean-Yves Mitton et Marcel Navarro et diffusée dans le magazine Mustang en 1980, puis dans la revue Titans jusqu'en 1986, les deux magazines appartenant aux éditions Lug.

## Historique de la publication
Mikros commence par être publiée dans le magazine Mustang (épisodes de 20 pages) en 1980, puis dans Titans (épisodes de 16 pages) jusqu'en 1986 (2 magazines appartenant aux Éditions Lug). Les scénarios et dessins sont de Malcolm Naughton (Marcel Navarro) et John Milton (Jean-Yves Mitton), sauf Jack Nolez et André Amouriq pour les épisodes 15, 16 et 17.
Certains éléments seront repris dans la série Epsilon (Titans #88 à 108). Après quelques courtes apparitions dans DC Flash Comics 4 (Dax Comics) et The Atomics 3 et 4 (Organic Comix), la série reprend dans un album avec Jean-Yves Mitton au scénario et Reed Man au dessin.
Un album inédit est publié en 2007 chez Organic Comix avec Mitton au dessin et à l'écriture et Reed Man à la couleur. En 2013, Delcourt publie un nouvel album (ou il fait équipe avec un autre héros, Photonik) et débute une réédition en intégrale des premières histoires.
En 2014, Original Watts reprend les rênes du personnage pour de nouveaux épisode sous la houlette de Jean-Yves Mitton et Oliver Hudson.

## Synopsis
La série Mikros raconte l'histoire de trois entomologistes d'Harvard, également athlètes olympiques, Mike Ross, Priscilla Conway et Bobby Crabb, qui vont être transformés en humains insectoïdes par une race d'extra-terrestres insectoïdes appelés les Svizz. Les trois scientifiques deviendront alors des super-héros, connus respectivement sous le nom de Mikros, Saltarella et Crabb.
Durant les premiers épisodes de la série, les Svizz projettent de conquérir la Terre en utilisant des armées d'insectes esclaves, mais Mikros et ses amis déjouent leurs plans et finissent par expédier leur chef, Super-Termitor, au fin fond de la galaxie.
Plus tard, les épisodes se succèdent dans des aventures de super-héros opposés à des super-vilains. Le trio est en particulier amené à venir en France, où ils affrontent Raoul de Roquemaure, Comte de Monségur, Grand Maître du Psi, qui fera de Saltarella sa reine. Une suite sera apportée, dans une autre série de Jean-Yves Mitton (Epsilon) avant le retour des personnages en 2006.

## Personnages

### Personnages principaux et alliés
- Mikros
- Saltarella
- Crabb

### Ennemis
- Les Svizz
- Super-Termitor
- Cagliostro[3]
- Le Gondolier noir[4]
- Le Bourreau[4]
- Le Vaudou[3]
- Microbios[3]
- Le Maître du Psi, Raoul de Roquemaure[4]

## Liste des épisodes

### Première série
Source : comics-lug.com
1. Mikros, titan microcosmique, partie 1 (Mustang #54, 1980)
2. Mikros, titan microcosmique, partie 2 (Mustang #55, 1980)
3. Quelque part une Étoile (Mustang #56, 1980)
4. Rush sur la Ruche (Mustang #57, 1980)
5. Eternel retour (Mustang #58, 1980)
6. Super-Termitor (Mustang #59, 1980)
7. Le Grand Fléau (Mustang #60, 1980)
8. Le Conte d'Hoffmann (Mustang #61, 1981)
9. Terrific ! (Mustang #62, 1981)
10. Alerte rouge ! (Mustang #63, 1981)
11. CIA, KGB and Co. (Mustang #64, 1981)
12. Métamorphoses (Mustang #65, 1981)
13. Le Vaudou ! (Mustang #66, 1981)
14. Le Vaudou est toujours debout (Mustang #67, 1981)
15. La Bête de nulle part (Mustang #68, 1981)
16. Illitha joue et gagne (Mustang #69, 1981)
17. Crabb écartelé (Mustang #70, 1981)

### Deuxième série
Source : comics-lug.com
1. Voir Venise et mourir, partie 1 (Titans #35, 1982)
2. Voir Venise et mourir, partie 2 : Cagliostro le Demoniaque (Titans #36, 1982)
3. Voir Venise et mourir, partie 3 : Duel sans Merci (Titans #37, 1982)
4. Voir Venise et mourir, partie 4 : Mariage à la Vénitienne (Titans #38, 1982)
5. Voir Venise et mourir, partie 5 : Cauchemar (Titans #39, 1982)
6. Voir Venise et mourir, partie 6 : Dernier Round (Titans #40, 1982)
7. Microbios, partie 1 : L'Anti-Mikros (Titans #41, 1982)
8. Microbios, partie 2 : Terreur sur la 5e avenue (Titans #42, 1982)
9. Microbios, partie 3 : Voyage au bout de la peur (Titans #43, 1982)
10. Descente aux enfers, partie 1 (Titans #44, 1982)
11. Descente aux enfers, partie 2 (Titans #45, 1982)
12. Descente aux enfers, partie 3 (Titans #46, 1982)
13. Peste noire, partie 1 (Titans #47, 1983)
14. Peste noire, partie 2 (Titans #48, 1983)
15. Peste noire, partie 3 (Titans #49, 1983)
16. Adieux du troisième type, partie 1 (Titans #50, 1983)
17. Adieux du troisième type, partie 2 (Titans #51, 1983)
18. Adieux du troisième type, partie 3 (Titans #52, 1983)
19. Pour que Règne le Mal (Titans #53, 1983)
20. Psi, partie 1 : Contact Psi (Titans #54, 1983)
21. Psi, partie 2 : Entre Dieu et Satan (Titans #55, 1983)
22. Psi, partie 3 : Duel sur Paris (Titans #56, 1983)
23. Psi, ou La beauté du Diable, partie 1 (Titans #57, 1983)
24. Psi, ou La beauté du Diable, partie 2 (Titans #58 1983)
25. Le beau, la belle... et les bêtes, partie 1 (Titans #59, 1984)
26. Le beau, la belle... et les bêtes, partie 2 (Titans #60, 1984)
27. Le beau, la belle... et les bêtes, partie 3 (Titans #61, 1984)
28. Destination Néant, partie 1 (Titans #62, 1984)
29. Destination Néant, partie 2 (Titans #63, 1984)
30. Destination Néant, partie 3 (Titans #64, 1984)
31. Psiland, partie 1 (Titans #65, 1984)
32. Psiland, partie 2 (Titans #66, 1984)
33. Psiland, partie 3 (Titans #67, 1984)
34. Psiland, partie 4 (Titans #68, 1984)
35. Piège pour un insecte, partie 1 (Titans #69, 1984)
36. Piège pour un insecte, partie 2 (Titans #70, 1984)
37. Piège pour un insecte, partie 3 (Titans #71, 1984)
38. Punch, partie 1 (Titans #72, 1985)
39. Punch 2, partie (Titans #73, 1985)
40. Punch 3, partie (Titans #74, 1985)
41. Outre-Monde, partie 1 : La porte de l'Enfer (Titans #75, 1985)
42. Outre-Monde, partie 2 : Sans issue (Titans #76, 1985)
43. Outre-Monde, partie 3 : Le cercle infernal (Titans #77, 1985)
44. Outre-Monde, partie 4 : Opération Cerveau (Titans #78, 1985)
45. Le mur de la lumière, partie 1 (Titans #79, 1985)
46. Le mur de la lumière, partie 2 (Titans #80, 1985)
47. Le mur de la lumière, partie 3 (Titans #81, 1985)
48. Passeport pour l'Infini, partie 1 (Titans #82, 1986)
49. Passeport pour l'Infini, partie 2 (Titans #83, 1986)
50. Passeport pour l'Infini, partie 3 (Titans #84, 1986)
51. Passeport pour l'Infini, partie 4 (Titans #85, 1986)
52. Passeport pour l'Infini, partie 5 (Titans #86, 1986)
53. Passeport pour l'Infini, partie 6 (Titans #87, 1986)

### Réédition
- En 1999, les aventures de Mikros, Saltarella et Crabb sont rééditées aux éditions Sang d'Encre (deux volumes, noir et blanc)[5].
- En 2013, Delcourt entame une réédition dans la collection Contrebande[6].
- 2018, Original Watts entame à son tour la réédition des aventures de Mikros ainsi que la création de nouveaux épisodes.

### Autre
- Mikros - Kaos: Politiquement Incorrect, juillet 2007

### Source externe
- Article « Mikros », sur le site comics-lug.com (consulté le 3 juillet 2015).